# Vitamin B
Vitamin B sestavlja več vitaminov, zato je bolj pravilno govoriti v množinski  obliki - vitamini B ali kar B kompleks. To so :
- Vitamin B1 (tiamin)
- Vitamin B2, tudi vitamin G (riboflavin)
- Vitamin B3, tudi vitamin P ali Vitamin PP (niacin)
- Vitamin B5 (pantotenska kislina)
- Vitamin B6 (piridoksin)
- Vitamin B7, tudi vitamin H (biotin)
- Vitamin B9, tudi vitamin M (folna kislina) - pomembna za nosečnost
- Vitamin B12 (kobalamin)

Za vsakega od teh vitaminov so določene priporočene dnevne količine (PDK); to so količine, ki jih mora povprečen človek zaužiti na dan, da ostane zdrav. Recimo za doječe matere je PDK vitamina B12 5.0 μg/dan. Največ B12 je v telečjih jetrih (60 μg/100g).